# Morozeviczit
Morozeviczit ist ein sehr selten vorkommendes Mineral aus der Mineralklasse der Sulfide und Sulfosalze. Es kristallisiert im kubischen Kristallsystem mit der chemischen Zusammensetzung (Pb,Fe)3Ge1-xS4 und bildet bräunlich graue Massen mit anderen Sulfiden. Es bildet eine Mischkristallreihe mit Polkovicit, bei der Blei gegen Eisen ausgetauscht ist.

## Etymologie und Geschichte
Das Mineral wurde erstmals 1975 von Czeslaw Haranczyk in der Polkowice-Mine bei Legnica in Polen gefunden. Er benannte es nach dem polnischen Mineralogie-Professor Josef Morozewicz.

## Klassifikation
In der Systematik nach Strunz wird Morozeviczit zu den Metallsulfiden mit einem Verhältnis von Metall zu Schwefel, Selen oder Tellur von 1:1 gezählt. Nach der 8. Auflage bildet es dabei zusammen mit Colusit, Germanit, Maikainit, Vinciennit, Nekrasovit, Ovamboit, Polkovicit, Renierit, Stibiocolusit, Sulvanit und Germanocolusit eine Gruppe. In der 9. Auflage bildet es mit Catamarcait, Hemusit, Kiddcreekit, Vinciennit, Polkovicit und Renierit eine Untergruppe der Sulfide mit Zink, Eisen, Kupfer oder Silber.
In der Systematik nach Dana bildet es mit Polkovicit eine Untergruppe der Sulfide, Selenide und Telluride mit einer allgemeinen Verhältnisformel AmBnXp und einem Verhältnis von (m+n) zu p von 1:1.

## Bildung und Fundorte
Morozeviczit bildet sich durch Metasomatose von Sandstein oder älteren Sulfiden. Es ist vergesellschaftet mit Markasit, Chalkopyrit, Bornit, Chalkosin, Tennantit, Sphalerit und Galenit.
Das Mineral wurde bislang nur an seiner Typlokalität, der Polkowice-Mine in Polen gefunden.

## Kristallstruktur
Morozeviczit kristallisiert im kubischen Kristallsystem mit dem Gitterparameter a = 10,61 Å sowie acht Formeleinheiten pro Elementarzelle.